# Rineloricaria maacki
Rineloricaria maacki är en fiskart som beskrevs av Ingenito, Ghazzi, Duboc och Abilhoa 2008. Rineloricaria maacki ingår i släktet Rineloricaria och familjen Loricariidae. Inga underarter finns listade i Catalogue of Life.